# Karabinek Zastava M64
Zastava M64 – jugosłowiański karabinek automatyczny, wersja karabinka AK.
Produkcję Zastavy M64 uruchomiono w połowie lat 60. XX wieku. Od radzieckiego AK różnił się dłuższą lufą, oraz nasadką umożliwiającą miotanie granatów nasadkowych. Karabinek zasilany był z magazynka łukowego o pojemności 20 naboi. Modyfikacja podajnika magazynka umożliwiła wyposażenie Zastavy M64 w zatrzask zamka. Zastava M64 znajdowała się na uzbrojeniu armii jugosłowiańskiej jako automatska puška vzor 64.

## Opis
Karabinek Zastava M64 był bronią samoczynno-samopowtarzalną. Automatyka broni działa na zasadzie odprowadzania gazów prochowych z długim skokiem tłoka gazowego. Zamek ryglowany przez obrót (2 rygle). Rękojeść przeładowania po prawej stronie broni, związana z suwadłem. Mechanizm spustowy z przełącznikiem rodzaju ognia. Skrzydełko bezpiecznika/przełącznika rodzaju ognia po prawej stronie komory zamkowej w pozycji zabezpieczonej zasłania wycięcie w którym porusza się rękojeść przeładowania. Magazynki 20-nabojowe, wymienne z 30-nabojowymi magazynkami AK. Po wystrzeleniu ostatniego naboju zamek zatrzymywany w tylnym położeniu przez zatrzask zamka. Kolba stała. Przyrządy celownicze mechaniczne, składają się z muszki i celownika krzywiznowego o nastawach do 1000 m. Karabinek wyposażony był w nasadkę do miotania granatów nasadkowych. Celownik używany podczas strzelania granatami był składany na rurę gazową. Jego podniesienie powodowało automatyczne zamknięcie zaworu komory gazowej.